# شيلي آن فريزر
شيلي آن فريزر (بالإنجليزية: Shelly-Ann Fraser-Pryce) عداءة ألعاب قوى جاميكية ولدت 27 ديسمبر 1986 بمدنية كينغستون، تخصصت في سباق 100 متر، فازت بالميدالية الذهبية في أولمبياد بيكين 2008 في سباق 100 متر، وفازت بميداليتين ذهبيتين في بطولة العالم لألعاب القوى 2009 في سباق 100 متر و100 متر تتابع.

## جوائز
| السنة | البطولة                   | المكان   | المرتبة | الفعالية      | التوقيت     |
| ----- | ------------------------- | -------- | ------- | ------------- | ----------- |
| 2008  | الألعاب الأولمبية         | بيكين    | 1       | 100 متر       | 10 ثواني 78 |
| 2008  | نهائي ألعاب القوى العالمي | شتوتغارت | 1       | 100 متر       | 10 ثواني 94 |
| 2009  | بطولة العالم لألعاب القوى | برلين    | 1       | 100 متر       | 10 ثواني 73 |
| 2009  | بطولة العالم لألعاب القوى | برلين    | 1       | 400 متر تتابع | 42 ثانية 06 |
| 2009  | نهائي ألعاب القوى العالمي | سالونيك  | 2       | 100 متر       | 10 ثواني 89 |

## أرقام قياسية شخصية
- 100 متر - 10 ثواني 73 (برلين، 17/08/2009)
- 200 متر - 22 ثانية 15 (كينغستون، 29/06/2008)

## وصلات خارجية
- شيلي آن فريزر على موقع الاتحاد الدولي لألعاب القوى (الإنجليزية)
- شيلي آن فريزر على موقع الدوري الماسي (الإنجليزية)
- شيلي آن فريزر على موقع اللجنة الأولمبية الدولية (الإنجليزية)
- شيلي آن فريزر على موقع أوليمبيديا (الإنجليزية)
- شيلي آن فريزر على موقع اتحاد ألعاب الكومنولث (مؤرشف) (الإنجليزية)
- شيلي آن فريزر على موقع دورة ألعاب الكومنولث 2014 (مؤرشف) (الإنجليزية)